# Cultures du vieillissement
Les cultures du vieillissement constituent un ensemble d’approches théoriques hétérogènes qui réunit des chercheurs en sciences humaines et sociales s’intéressant aux pratiques culturelles par lesquelles le vieillissement est vécu au quotidien. Pouvant être affilié aux champs d’études Aging Studies, études culturelles et gérontologie critique, cet ensemble est multidisciplinaire, regroupe principalement des chercheurs en communication, sociologie, éducation, et est d'envergure internationale (Montréal, Boston, Gloucestershire, pour ne nommer que ces lieux). Ce genre de travaux est particulièrement émergeant depuis les années 2000, et regroupe notamment plusieurs chercheurs membre du réseau Ageing, Communication and Technology, situé à Montréal.

## Orientations théoriques
Les chercheurs en sciences humaines et sociales partagent une compréhension du vieillissement en tant que processus culturel situé dans un contexte particulier,. À l’opposé de plusieurs écrits portant sur les facteurs physiologiques du vieillissement, du courant sur la déprise ou de ceux promulguant le vieillissement actif, les écrits sur les cultures du vieillissement questionnent plutôt les médiations qui produisent les conceptions du vieillissement et les conditions dans lesquelles elles se créent. 

## Thèmes des recherches
Les objets de recherche ciblent l’expérience du vieillissement en interrogeant notamment le quotidien des personnes âgées, les productions culturelles consommées, l’articulation des enjeux de genre/race/classes sociales/sexualités/etc., et les politiques publiques qui les encadrent. Les travaux récemment publiés sur les cultures du vieillissement s’inscrivent particulièrement les domaines des mémoires culturelles, de la musique populaire,, du sport professionnel, et du cinéma. En s’intéressant aux discours sur le vieillissement, à ses représentations et aux pratiques qui le constituent, ces auteurs visent à comprendre comment ce processus est informé, hétérogène et situé.